# ماتا ملدي
ماتا ملدي (بالإنجليزية: Meldi Mata)‏، هي إلهة هندوسية وإلهة منزلية تحمي الأراضي الزراعية. تقول الأسطورة أنها تستطيع منح أي رغبة. وهي مشهورة بشكل رئيسي في ولاية كجرات الغربية. إنها إلهة موقرة عند الهندوس من الطبقة الدنيا وعند شعب تشونواليا كولي أيضًا. لها فاهانا (مركبة حيوانية) هي عنزة. لديها ثمانية أيدي تحمل مجموعة متنوعة من الأسلحة.